# 2377 Щеглов
2377 Щеглов (2377 Shcheglov) — астероїд головного поясу, відкритий 31 серпня 1978 року.
Тіссеранів параметр щодо Юпітера — 3,293.